# منتخب ليختنشتاين تحت 21 سنة لكرة القدم
منتخب ليختنشتاين تحت 21 سنة لكرة القدم هو الممثل الرسمي لـ ليختنشتاين في بطولات كرة القدم تحت 21 سنة. يشارك الفريق في بطولة أوروبا تحت 21 لكرة القدم التي تقام كل عامين.